# Polyura plautus
Polyura plautus är en fjärilsart som beskrevs av Hans Fruhstorfer 1898. Polyura plautus ingår i släktet Polyura och familjen praktfjärilar. Inga underarter finns listade i Catalogue of Life.